# Інститут археології НАН України
Інститу́т археоло́гії Націона́льної акаде́мії нау́к Украї́ни — провідна наукова археологічна установа в структурі Національної академії наук України, що здійснює науково-дослідницьку діяльність у галузі вивчення археології та давньої історії України. Входить до відділення історії, філософії та права НАН України.

## Історія
Інститут засновано у листопаді 1918 року. При новозаснованій Українській академії наук (УАН) організовано кафедру «Археології України та її помічних наук», і при ній пропонувалося створити Археологічну комісію, що мала займатися питанням розкопок на території України. При першому — історично-філологічному відділі — статутом була передбачена посада одного дійсного члена Академії. У травні 1919 року на цю посаду було обрано Миколу Біляшівського. Восени 1919 року при Академії наук України була створена Комісія з укладання археологічної карти України, яку у 1921 році було перетворено на Археологічну комісію УАН.
6 лютого 1922 року установа перейменована на Археологічний комітет при історико-філологічному відділенні ВУАН, на базі якого у 1924 році створено Всеукраїнський археологічний комітет (ВУАК). 1934 року на базі ВУАК було створено Інститут історії матеріальної культури АН УРСР, який 1938 року перейменований в Інститут археології АН України.
Інститут функціонував під час німецької окупації (1941—1943) і навіть влаштовував розкопки, його очолювала Наталія Полонська-Василенко.
Сучасну назва установи — з 1 травня 2001 року.

### Директори
- Біляшівський Микола Федотович — голова Комісії із складання археологічної карти України при УАН (1919–1921), Археологічної комісії УАН (1921);
- Шміт Федір Іванович — голова Археологічної комісії ВУАН (1921), голова УАК/ВУАК (1922–1924);
- Новицький Олексій Петрович — голова ВУАК (1924–1933), голова Секції історії матеріальної культури (1933);
- Козубовський Федір Андрійович — голова Секції історії матеріальної культури (1933), директор Інституту історії матеріальної культури ВУАН/АН УСРР (1933–1936);
- Ячменьов Микола Іванович — директор Інституту історії матеріальної культури АН УРСР (1936–1938), директор Інституту археології АН УРСР (1938–1940);
- Славін Лазар Мойсейович — директор Інституту археології АН УРСР (1940–1945);
- Полонська-Василенко Наталія Дмитрівна — директор з 1941 року;
- Єфименко Петро Петрович — директор Інституту археології АН УРСР (1945–1954);
- Бібіков Сергій Миколайович — директор Інституту археології АН УРСР (1955–1968);
- Захарук Юрій Миколайович — директор Інституту археології АН УРСР (1968);
- Шевченко Федір Павлович — директор Інституту археології АН УРСР (1968–1972);
- Баран Володимир Данилович — в.о. директора Інституту археології АН УРСР (1972);
- Артеменко Іван Іванович — директор Інституту археології АН УРСР (1973–1986);
- Толочко Петро Петрович — директор Інституту археології АН УРСР (1987–2001), директор Інституту археології НАН України (2001–2016);[2]
- Чабай Віктор Петрович — директор Інституту археології НАН України (з 2016)[3].

### Персоналії
За час існування інституту його очолювали і в ньому працювали відомі вчені:
- Єфименко Петро Петрович — академік АН України;
- члени-кореспонденти АН України: Лазар Славін, Сергій Бібіков, Федір Шевченко, Іван Артеменко, Гліб Івакін, Сергій Крижицький, Володимир Баран;
- доктори наук: Михайло Рудинський, Віктор Петров, В. М. Даниленко, Олексій Тереножкін, В. Й. Довженок, Михайло Брайчевський та інші.
- Ніна Лейпунська — кандидат наук.

Сучасні наукові дослідження здійснюються відомими в Україні і за її межами науковими школами, які очолюють:
- Петро Толочко — академік НАН України (очолював інститут у 1987—2016 роках);
- члени-кореспонденти НАН України: Олександр Моця, Віктор Чабай.

## Діяльність
Завданням інституту є всебічне вивчення археологічних пам'яток України та висвітлення стародавньої та середньовічної історії і культури України. Серед основних завдань інституту — організація і проведення охоронних археологічних досліджень у зонах новобудов.
Наукові відкриття, здійснені співробітниками інституту, дозволили ґрунтовно висвітлити історію, матеріальну та духовну культуру населення України з найдавніших часів до пізнього середньовіччя. Досліджено тисячі пам'яток, виявлено величезну кількість знахідок, які склали основу колекцій Скарбниці Національного музею історії України, музею історії Києва, численних обласних історичних та краєзнавчих музеїв.
Серед наукових досягнень:
- відтворення на основі вивчення палеолітичних, мезолітичних і неолітичних пам'яток процесу культурно-господарчого розвитку первісного населення України;
- висвітлення культур доби енеоліту (особливо блискучих пам'яток трипільської та ямної культури) та бронзової доби;
- видатні розкопки курганів скіфського (Чортомлик, Товста та Гайманова Могили, Огуз) та сарматського часів;
- дослідження античних полісів (Ольвія, Херсонес, Тіра);
- дослідження проблем етногенезу та розвитку східних слов'ян, розкриття закономірностей зародження та історичного розвитку Київської Русі.

Особливе місце займають дослідження Києва, роботи, пов'язані з відновленням видатних пам'яток архітектури.

## Структура

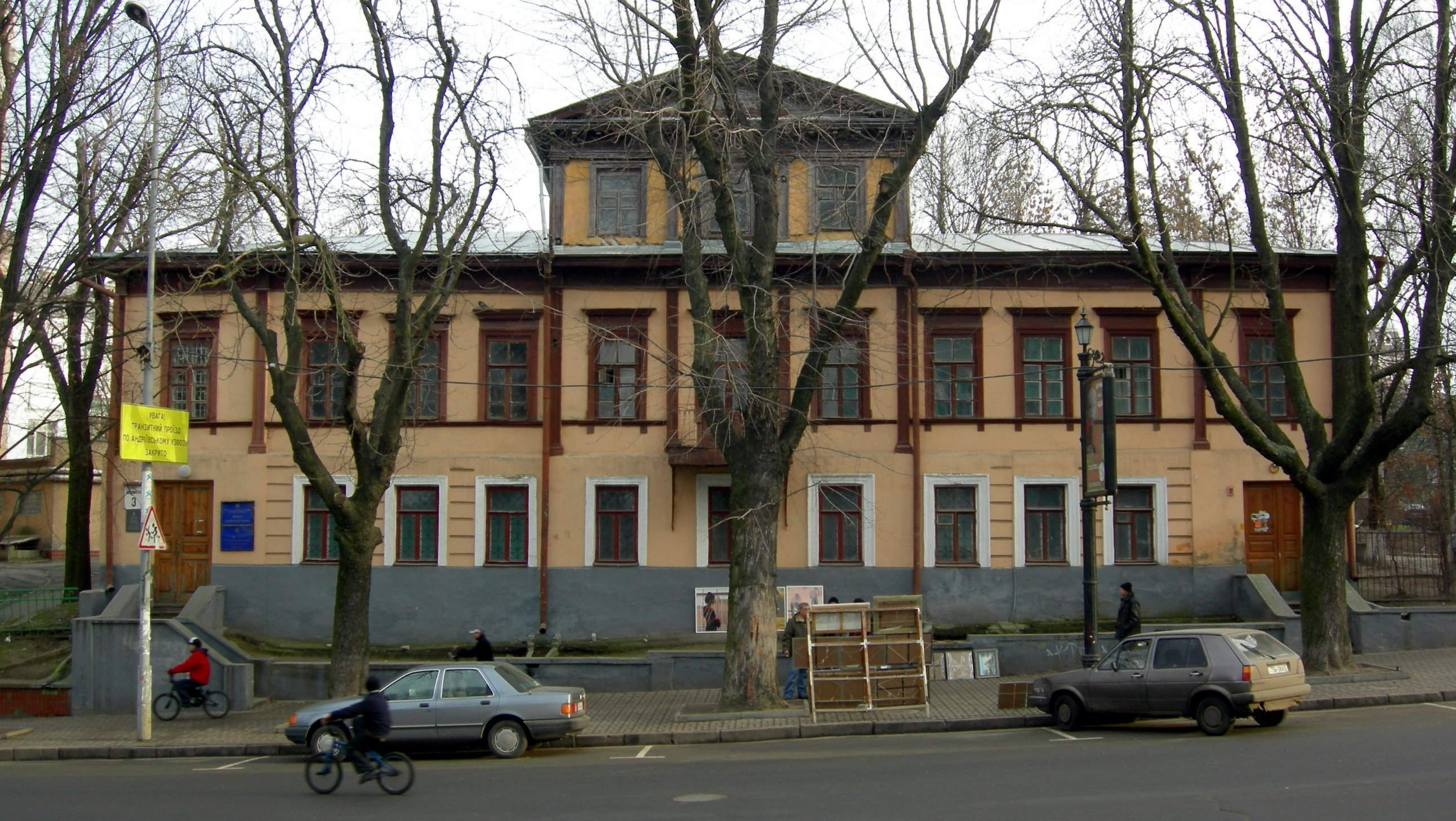
Відділ археології Києва, відділ давньоруської та середньовічної археології

Наукова проблематика групується навколо кількох фундаментальних напрямів, на основі яких сформована структура інституту. В інституті працюють відділи:
- кам'яної доби;
- енеоліту — бронзової доби;
- скіфо-сарматської археології;
- античної археології;
- археології ранніх слов'ян та регіональних польових досліджень;
- давньоруської та середньовічної археології;
- археології Києва;
- археології Північно-Західного Причорномор'я;
- польових досліджень та виставок;
- Археологічний музей.

Окремі науково-допоміжні підрозділи інституту: наукова бібліотека, архів, фонди, редакційно-видавнича група та служба інформації.
У складі інституту працюють Кримський філіал та Заповідник «Ольвія».
Колектив інституту налічує 200 осіб, з них 120 наукових співробітників, у тому числі 1 академік НАН України, 4 члени-кореспонденти НАН України, 22 доктора наук і 83 кандидати наук, це становить понад 70 відсотків археологів найвищої кваліфікації України.

## Видання
Цикли праць інституту з археології та давньої історії України чотири рази були відзначені Державними преміями України в галузі науки та техніки.
Інститут археології видає наукові журнали:
- журнал «Археологія», який виходить чотири рази на рік4
- журнал «Кам'яна Доба»;
- систематично видається серія «Археологія і давня історія України»;
- Збірки наукових праць «Археологічні дослідження в Україні» та «Oium»

## Адреса
Інститут археології розташований у Києві за адресою: проспект Володимира Івасюка, 12.